# Plecturocebus aureipalatii
Plecturocebus aureipalatii is een zoogdier uit de familie van de sakiachtigen (Pitheciidae). De wetenschappelijke naam van de soort werd voor het eerst geldig gepubliceerd door Wallace et al. in 2006. Deze soort is genoemd naar het internetcasino GoldenPalace.com, dat bij een veiling om het recht het dier een naam te geven aan het langste eind trok (aureipalatii is Latijn voor "van het gouden paleis"). Naar schatting leven er 26.400 dieren van deze soort.

## Kenmerken
Dit dier heeft een goudbruine rug, met een wat donkerder voorhoofd. De onderkant van het lichaam is oranje. De staart is donker, maar de punt is veel lichter, bijna wit. De kop-romplengte bedraagt 800 tot 817 mm, de staartlengte 480 tot 524 mm, de achtervoetlengte 93 tot 102 mm, de oorlengte 33 tot 36 mm en het gewicht 900 tot 1000 gram.

## Voorkomen
De soort komt voor in het Madidi-gebied van Noordwest-Bolivia tot aan de Tambopata rivier in zuidelijk Peru.